# Caballito (Buenos Aires)
Caballito is een wijk (barrio) van de Argentijnse hoofdstad Buenos Aires. De wijks is gelegen in het geografische midden van de stad. Caballito (Spaans voor klein paard) zou vernoemd zijn naar een windwijzer boven een bar in de vorm van een paard.
De wijk is de thuishaven van voetbalclub Club Ferro Carril Oeste.
Agronomía · Almagro · Balvanera · Barracas · Belgrano · Boedo · Caballito · Chacarita · Coghlan · Colegiales · Constitución · Flores · Floresta · La Boca · La Paternal · Liniers · Mataderos · Monte Castro · Monserrat · Nueva Pompeya · Núñez · Palermo · Parque Avellaneda · Parque Chacabuco · Parque Chas · Parque Patricios · Puerto Madero · Recoleta · Retiro · Saavedra · San Cristóbal · San Nicolás · San Telmo · Vélez Sársfield · Versalles · Villa Crespo · Villa del Parque · Villa Devoto · Villa Lugano · Villa Luro · Villa Mitre · Villa Ortúzar · Villa Pueyrredón · Villa Real · Villa Riachuelo · Villa Santa Rita · Villa Soldati · Villa Urquiza